# Allumorphoses
Allumorphoses est un film d'animation français, réalisé par Jean-Pierre Rhein en 1960.

## Synopsis
Sur une musique de ballet signée Georges Delerue des allumettes prennent vie et se transforment en animaux aux pattes raides mais aux articulations étonnamment souples.

## Fiche technique
- Réalisation, scénario et images : Jean-Pierre Rhein
- Musique : Georges Delerue
- Société de production : Cinéma Nouveau
- Format : 35 mm (positif et négatif), 1 x 1.37, son mono, Eastmancolor
- Genre : animation
- Durée : 5 minutes
- Date de sortie : décembre 1960 (Journées Internationales du Court Métrage de Tours)